# Lisa Weinstein
Lisa Weinstein (Queens, ...) è una produttrice cinematografica, ballerina e regista teatrale statunitense.

## Biografia
Figlia di Hannah Weinstein, nel 1990 produce la pellicola Ghost, grazie alla quale si aggiudica una nomination agli Oscar e una al Golden Globe. Dal 1995 in poi intraprende l'attività di regista teatrale e dirige vari musical. Torna nel 2004, producendo il film francese Je t'aime, Claus.

## Filmografia

### Produttrice
- Ghost - Fantasma, diretto da Jerry Zucker (1990)
- Je t'aime, Claus, diretto da Brunette Déjant (2004)

## Premi
- Premio Oscar
  - 1991 - Candidatura al miglior film per Ghost - Fantasma
- Golden Globe
  - 1993 - Candidatura al miglior film commedia o musicale per Ghost - Fantasma
- St. John Award
  - 2005 - Vinto miglior sceneggiatura per Je t'aime, Claus